# Ioan Pop
Ioan Pop (Cluj-Napoca, 24 ottobre 1954) è un ex schermidore rumeno, specialista della sciabola, vincitore di due medaglie di bronzo nella scherma ai Giochi olimpici.